# Петер Котте
Петер Котте (нім. Peter Kotte, нар. 8 грудня 1954, Тіндорф) — східнонімецький футболіст, що грав на позиції нападника.
Виступав, зокрема, за клуб «Динамо» (Дрезден), а також національну збірну НДР.

## Клубна кар'єра
У дорослому футболі дебютував 1972 року виступами за команду «Шталь» (Різа), з якою у сезоні 1972/73 вийшов до вищого дивізіону країни. Там Котте відразу став лідером команди, виступаючи на позиції лівого вінгера.
Шукаючи заміну своєму травмованому бомбардиру Гансу-Юргену Крайше, тренер діючого чемпіона «Динамо» (Дрезден) Вальтер Фріцш запросив молодого таланта восени 1973 року до своєї команди. Там Котте швидко став основним гравцем і відіграв понад 7 років, будучи одним з головних бомбардирів команди, маючи середню результативність на рівні 0,34 гола за гру першості і виграв з командою три поспіль титули чемпіона у 1976—1978 роках. Загалом за два клуби Петер зіграв у 166 матчах і забив 54 голи в Оберлізі НДР.
24 січня 1981 року Котте був заарештований Штазі, перед вильотом збірної НДР в турне по Південній Америці, за спробу втечі з країни разом з одноклубниками Гердом Вебером і Маттіасом Мюллером. 4 травня 1981 року Дрезденський окружний суд засудив Вебера до позбавлення волі, а Мюллер і Котте були звільнені після кількох днів попереднього ув'язнення. Тим не менш гравців було виключено з «Динамо» і довічно заборонено виступати у першому та другому дивізіоні країни.
В результаті Котте приєднався до команди третього дивізіону «Нойштадт», з яким виграв Дрезденський районний чемпіонат у 1982 році. Через вихід команди до другого дивізіону Котте змушений був підтримувати форму лише в матчах за резервну команду і лише через рік він зміг знову повернутись до основної команди, оскільки «Нойштадт» вилетів назад до третього дивізіону. У матчі чемпіонату в 1984 році Котте отримав серйозну травму, через яку змушений був завершити кар'єру у віці 29 років.
Надалі Котте працював тренером ряду клубів третього східнонімецького дивізіону, а у 1990 році, після об'єднання Німеччини, був реабілітований у «Динамо» і у 2001 році став почесним членом, а в 2002 році тренером юніорів клубу.

## Виступи за збірну
21 квітня 1976 року дебютував в офіційних матчах у складі національної збірної НДР в товариській грі проти Алжиру (5:0), в якому забив 2 голи.
Загалом протягом кар'єри у національній команді, яка тривала 5 років, провів у її формі 21 матч, забивши 3 голи.

## Титули і досягнення
- Чемпіон НДР (3): 1975/76, 1976/77, 1977/78
- Володар Кубка НДР (1): 1976/77